# Tina Bøttzau
Tina Bøttzau (Kolding, 29 de agosto de 1971) é uma ex-handebolista profissional dinamarquesa, bicampeã olímpica.
Tina Bøttzau fez parte dos elencos medalha de ouro, de Atlanta 1996 e Sydney 2000.